# Ованнисян, Амаяк Константинович
Амая́к Константи́нович Ованнися́н (арм. Հմայակ Հովհաննիսյան, 8 апреля 1960, Ереван) — армянский политический и государственный деятель.
- 1982 — окончил Московский государственный университет им. М. В. Ломоносова. Философ. Политолог. Кандидат философских наук, доктор политологии.
- 1982—1986 — учился в аспирантуре МГУ.
- 1986—1988 — учился в академии общественных наук в Москве.
- 1988—1992 — старший, затем ведущий научный сотрудник кафедры философии и социологии Ереванского государственного университета.
- С 1991 — председатель ассоциации политологов Армении.
- 1994—1998 — в качестве приглашённого специалиста работал главным экспертом по республикам Закавказья Госдумы РФ.
- 1999—2003 — был депутатом парламента. Член постоянной комиссии по внешним сношениям. Член фракции «Единство».
- 2003—2007 — вновь избран депутатом парламента. Член постоянной комиссии по внешним сношениям. С марта 2004 — беспартийный.